# ダラル・ミドハト＝タラキッチ
ダラル・ミドハト＝タラキッチ（ボスニア語: Dalal Midhat-Talakić、1981年8月5日 - ）は、ボスニア・ヘルツェゴビナ・サラエヴォ出身の歌手である。

## 来歴
1981年にサラエヴォに生まれる。1999年から、アイダ・ヤシャレヴィッチ（Aida Jašarević）とR&Bの女性デュオ・エラトとして活動し、2003年に『Backstage』、2005年に『Make Up』の2枚のアルバムを発売している。2009年、10年間に及ぶデュオとしての活動を終え、芸能活動から身を引いていたが、2014年にソロ歌手として活動を再開する。
2015年11月、ボスニア・ヘルツェゴビナ国営放送は、ユーロビジョン・ソング・コンテスト2016のボスニア・ヘルツェゴビナ代表としてダラル・ミドハト＝タラキッチ、ディーンとアナ・ルツネルを選出したことを発表した。2016年5月、スウェーデン・ストックホルムで開催されるユーロビジョン・ソング・コンテスト2016にボスニア・ヘルツェゴビナ代表として出場する。

## 私生活
芸能活動を休んでいた期間に結婚し娘を出産したが、娘は夭逝した